# Peasc
Peasc (italià Piasco, piemontès ël Piasch) és un municipi italià, situat a la regió del Piemont. L'any 2007 tenia 2.797 habitants. Està situat a la Val Varacha, dins de les Valls Occitanes. Limita amb els municipis de Costigliole Saluzzo, Panh, Rossana, Venasca i Verzuolo.

## Administració
| Període | Identitat       | Partit        |
| ------- | --------------- | ------------- |
| 2004-   | Mauro Bergiotti | Llista cívica |